# Globe Theatre
El Globe Theatre va ser un teatre de Londres associat amb William Shakespeare, construït el 1599 per la companyia teatral de Shakespeare, els Lord Chamberlain s Men, en uns terrenys propietat de Thomas Brend i heretats pel seu fill, Nicholas Brend, i el seu net, Sir Matthew Brend. Un incendi el va destruir el 29 de juny de 1613 i el juny del següent any es va construir un segon Globe Theatre en el mateix lloc, que va seguir funcionant fins que tencà per una ordenança emesa el 6 de setembre de 1642.

## Ubicació
L'estudi dels antics registres de propietat ha permès identificar que la parcel·la que ocupava el Globe s'estenia des del costat oest de l'actual Southwark Bridge Road fins Porter Street a l'est i des del Park Street a nord fins a la part posterior de Gatehouse Square al sud. No obstant això, la ubicació precisa de l'edifici fou desconeguda fins que el 1989 el Department of Greater London Archaeology (actual Museu d'Arqueologia de Londres) va descobrir una petita part dels fonaments, inclosa la base d'un pilar original, sota de l'aparcament situat a la part posterior d'Anchor Terrace a Park Street. La forma dels fonaments està replicada actualment a la superfície. A causa que la major part dels fonaments es troba per sota de 67-70 Anchor Terrace, que és un monument classificat, no s'han permès més realitzar més excavacions.

## Història

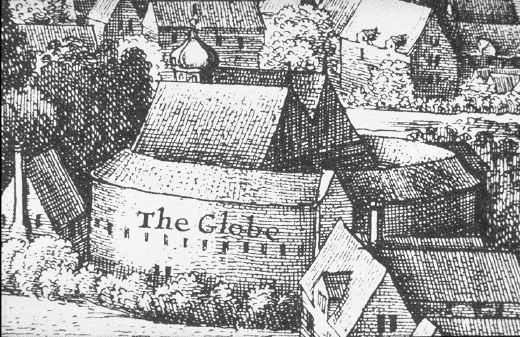
El segon Globe Theatre, detall de la View of London de Hollar, 1647. Hollar va dibuixar l'edifici sol al natural, i posteriorment va reunir els dibuixos en el seu View. El petit edifici a l'esquerra proporcionava venedors de menjar i cervesa al teatre.

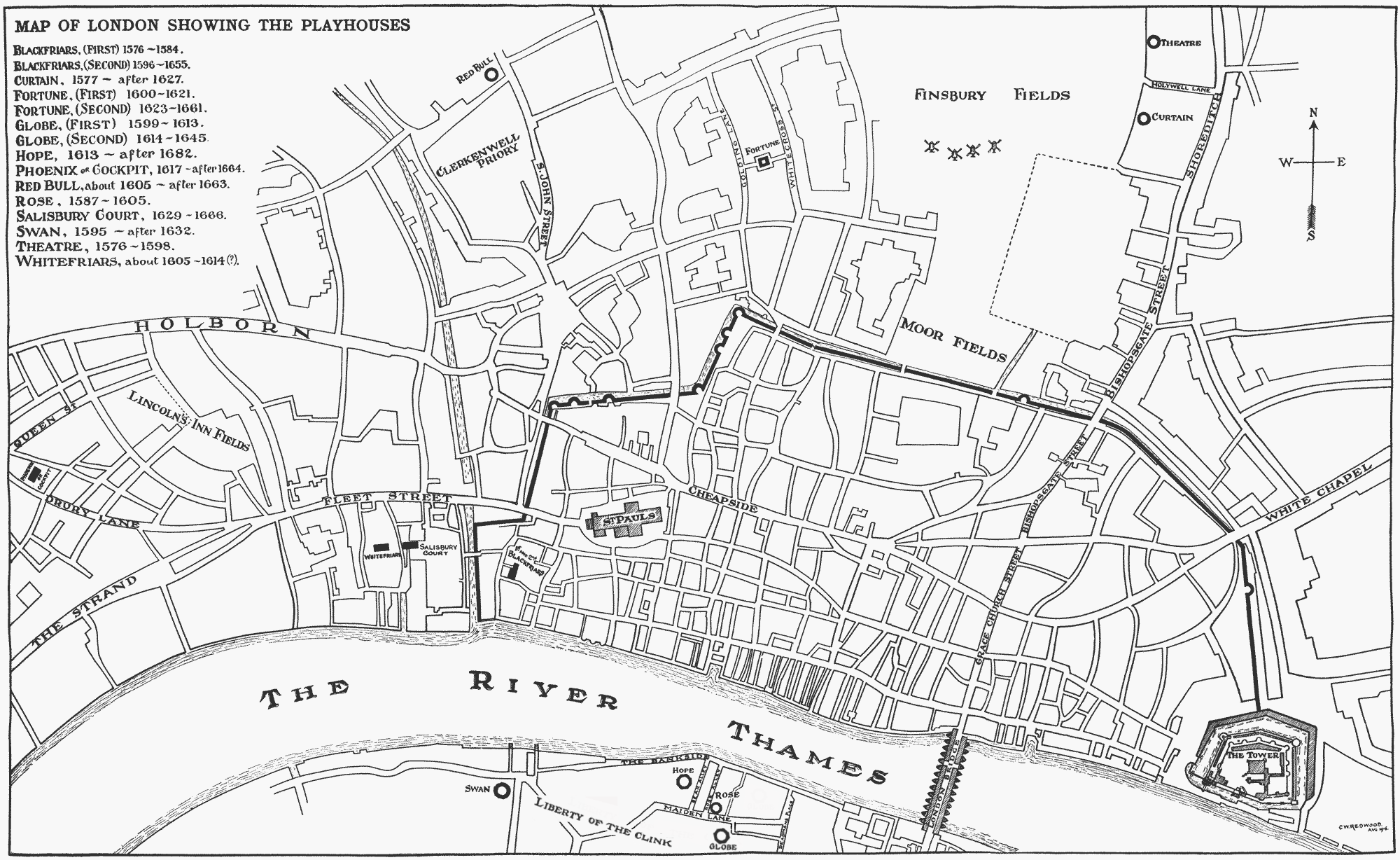
El Globe Theatre al centre de la part inferior d'aquest mapa de carrer de Londres.

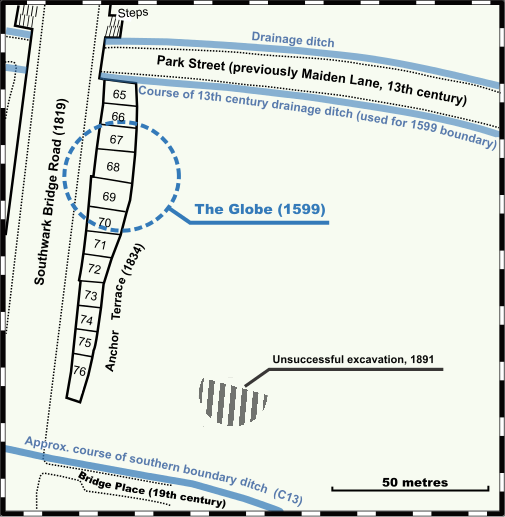
Situació en una moderna llista de carrers.

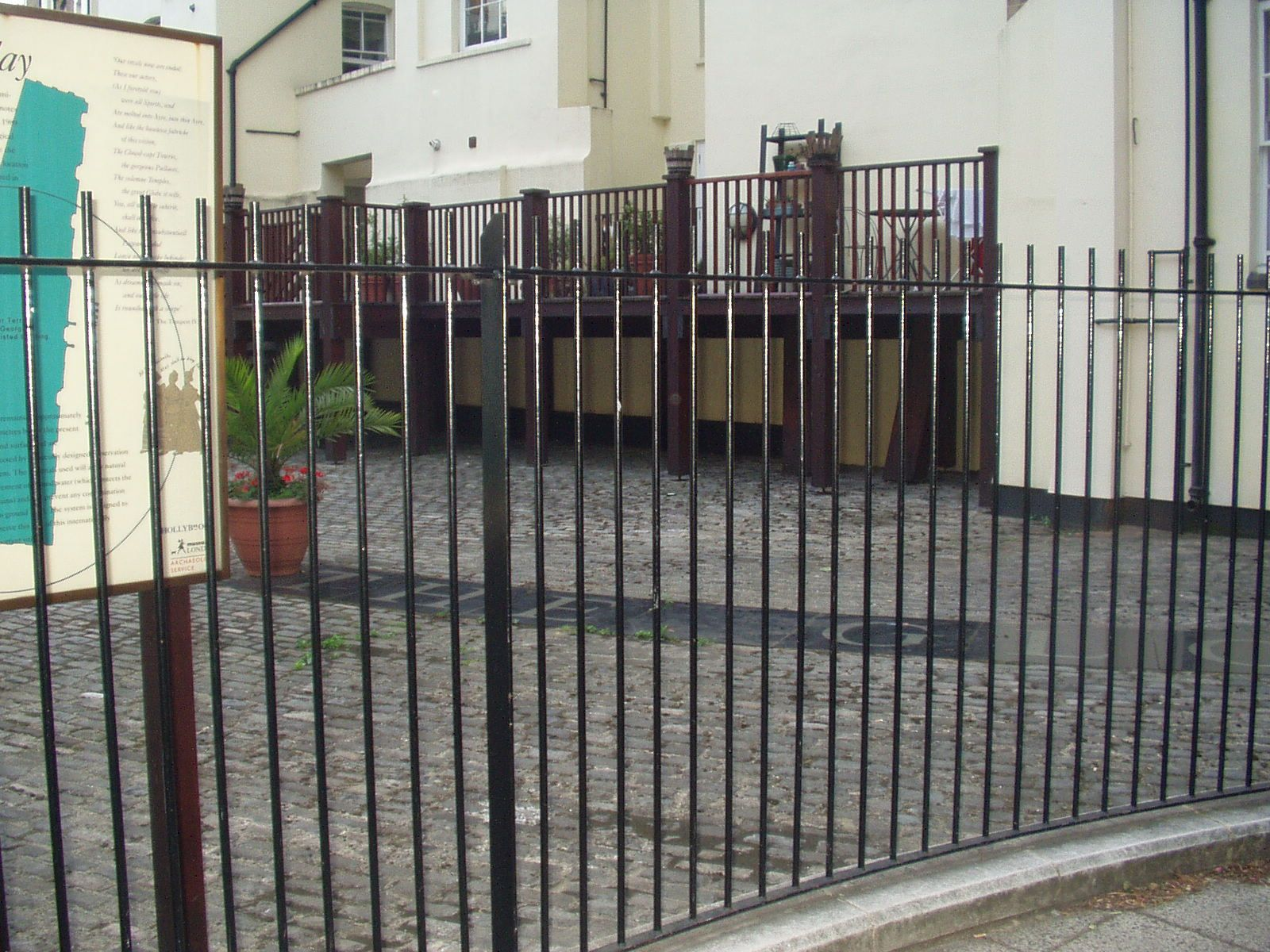
La parcel·la del Globe Theatre des de Park Street. La línia fosca al centre marca la situació dels fonaments. La paret blanca que hi ha més enllà és la part posterior de Anchor Terrace.

El Globe era propietat dels actors i socis dels Lord Chamberlain's Men. Dos dels sis socis, Richard Burbage i el seu germà Cuthbert Burbage, posseïen una participació doble, és a dir, el 25% cadascun; els altres quatre, Shakespeare, John Heminges, Augustine Phillips i Thomas Pope, tenien una única participació del 12.5%. Originalment William Kempe anava a ser el setè soci, però va vendre la seva part als quatre accionistes minoritaris, deixant-los amb més del 10% que estava previst originalment. Aquestes proporcions inicials van canviar amb el pas del temps, a mesura que es van anar afegint nous socis. Per exemple, la participació de Shakespeare va disminuir d'1/8 a 1/14, és a dir, aproximadament 7%, al llarg de la seva carrera.
El Globe va ser construït el 1599 reutilitzant la fusta d'un teatre més antic, The Theatre, que havia construït el pare de Richard Burbage el 1576, James Burbage, a Shoreditch. Els Burbages originalment tenien un lloguer de vint-i-un anys de la parcel·la en la qual es va construir el teatre, però eren propietaris de l'edifici. No obstant això, el propietari de la parcel·la, Giles Allen, va afirmar que l'edifici havia passat a ser seu després del venciment del lloguer. El 28 de desembre de 1598, mentre Allen estava celebrant el Nadal a la seva casa de camp, el fuster Peter Street, recolzat pels actors i els seus amics, va desmantellar el teatre biga a biga i el va transportar a un magatzem al costat del riu prop de Bridewell, propietat de Street. Amb l'arribada d'un temps més favorable la següent primavera, aquest material va ser transportat pel riu Tàmesi per reconstruir el The Globe a uns jardins pantanosos al sud de Maiden Lane, a Southwark. Tot i que estava a uns cent metres de l'abarrotada riba del Tàmesi, aquest terreny estava situat prop d'una zona de terres de cultiu i camps oberts. No obstant això, tenia mal drenatge i, malgrat la seva distància del riu, era propens a inundar-se en moments de marea particularment alta; per aquesta raó, va haver-se de crear una defensa de terra amb reforços de fusta per evitar que l'edifici s'inundés. El nou teatre era més gran que l'edifici anterior; encara que es van reutilitzar les antigues fustes, el Globe no era simplement l'antic teatre traslladat a Bankside. Va ser completat probablement a l'estiu de 1599, possiblement a temps per a la producció d'obertura d'Enric V i la famosa referència a l'actuació abarrotada dins d'una «O de fusta». Dover Wilson, no obstant això, retarda la data d'obertura fins a setembre de 1599, considerant que la referència a la «O de fusta» era despectiva i, per tant, poc probable que s'usés en la posada en escena inaugural del Globe. Suggereix que el relat d'un turista suís d'una representació de Juli Cèsar presenciada el 21 de setembre de 1599 constitueix la primera producció més probable. La primera actuació de la qual es conserva un registre ferm va ser Every Man out of His Humour de Ben Jonson —la primera escena del qual dona la benvinguda als «amables i atents espectadors»— a la fi d'aquest any.
El 29 de juny de 1613, el Globe es va incendiar durant una representació d'Enric VIII. Un canó teatral, encès durant l'actuació, va fallar, creamant les bigues i el sostre de fusta. Segons un dels pocs documents que es conserven de l'esdeveniment, no va resultar ferit ningú excepte un home, els pantalons del qual es van encendre i van ser apagats amb una ampolla de cervesa. El teatre va ser reconstruït l'any següent.
Igual que tots els altres teatres de Londres, el Globe va ser tancat pels puritans en 1642. Va ser enderrocat en 1644–45 —el document, freqüentment citat, que data l'acte en el 15 d'abril de 1644 s'ha identificat com una probable falsificació— per permetre la construcció d'edificis d'apartaments.
El 1997 va obrir les portes una reconstrucció moderna de teatre, anomenada Shakespeare's Globe, amb una producció d'Enric V. És una aproximació acadèmica del disseny original, basada en les evidències disponibles dels edificis de 1599 i 1614, i està situada aproximadament a 230 metres de la ubicació de teatre original.
El febrer de 2016 va obrir portes al centre d'Auckland (Nova Zelanda) una rèplica temporal a escala completa del segon Globe, anomenada Pop-up Globe i basada en anàlisis acadèmiques de les evidències que es conserven de l'edifici de 1614, i va presentar una temporada de tres mesos de les obres de Shakespeare interpretades per una companyia de teatre i per grups de producció locals visitants. El 2017 fou reconstruït en un altre lloc d'Auckland per acollir una temporada de tres mesos.

## Descripció

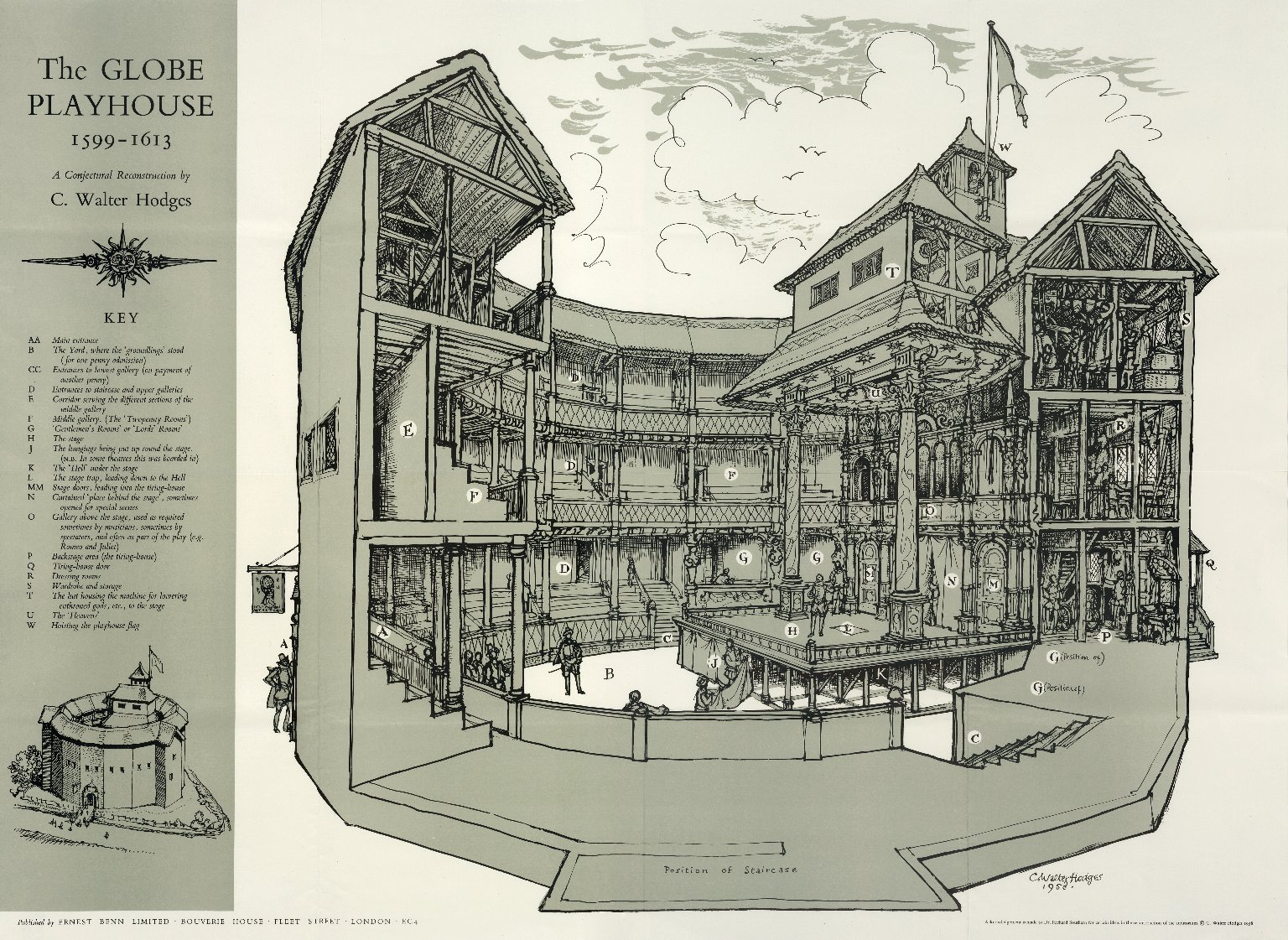
Reconstrucció hipotètica del Globe realitzada per C. Walter Hodges basant-se en evidències arqueològiques i documentals.

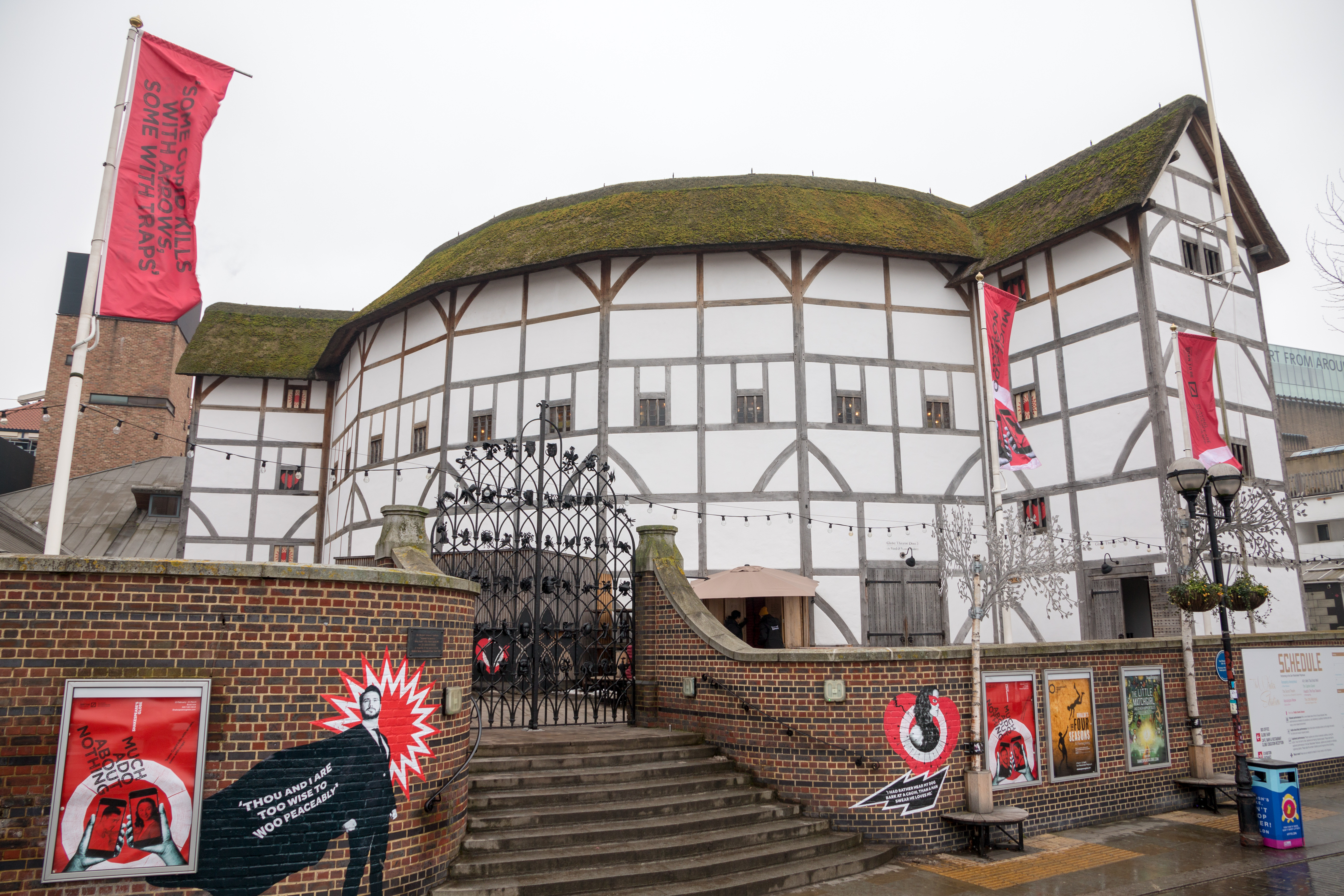
Shakespeare's Globe, reconstrucció moderna del teatre.

Les dimensions reals del Globe són desconegudes, però la forma i la mida es poden aproximar gràcies a la investigació acadèmica realitzada durant els últims dos segles. L'evidència suggereix que era un amfiteatre a l'aire lliure de tres plantes amb un diàmetre d'aproximadament trenta metres, que podia acollir fins a tres mil espectadors. El teatre és representat amb forma circular en el dibuix de Wenceslas Hollar de l'edifici, incorporat posteriorment en el seu gravat Long View of London from Bankside el 1647. No obstant això, en 1988-89, el descobriment d'una petita part dels fonaments del Globe va suggerir que era un polígon de vint costats.
A la base de l'escenari hi havia una zona anomenada pit (o, prenent la terminologia dels antics inn-yards, yard, literalment «pati»), on, per un penic, els espectadors (anomenats groundlings) romanien de peu sobre el sòl de terra amb joncs per veure l'actuació. Durant l'excavació del Globe el 1989 es va descobrir una capa de closques de nou comprimides sobre el sòl. Verticalment, al voltant del «pati», hi havia tres nivells de graderies, amb entrades més cares que estant a peu dret. Una plataforma servia com a escenari, tenia forma rectangular i es trobava al centre del «pati» a l'aire lliure. L'escenari feia aproximadament 13 m d'amplada, 8 m de profunditat i estava elevat uns 1,5 m sobre el terreny. En aquest escenari, hi havia una entrada utilitzada pels actors per entrar des de la «bodega» que es trobava per sota.
La paret posterior de l'escenari tenia dues o tres portes en el nivell principal. A més, comptava amb una part interior amb un teló al centre (encara que no tots els estudiosos estan d'acord sobre l'existència d'aquest suposat inner below), i un balcó per sobre. Les portes conduïen a la tiring house (de attiring, «vestir-se»), on els actors es vestien i esperaven la seva entrada a escena. Les plantes que hi havia per damunt s'usaven com a magatzem per a disfresses i utilllatge i com a oficines de direcció. El balcó acollia els músics i també es podia utilitzar per a escenes que exigissin un espai superior, com l'escena del balcó de Romeo i Julieta. L'escenari estava cobert amb estores, encara que pot ser que això només es fes si l'obra ho requeria.
Unes grans columnes a cada costat de l'escenari sostenien una coberta sobre la part posterior. El sostre sota la coberta representava el «cel» (Heavens), i estava pintat amb núvols. Una obertura al «cel» permetia que els actors en baixessin fent servir algun sistema de corda i arnès. L'escenari era a la cantonada sud-est de l'edifici, de manera que quedés a l'ombra a la tarda durant les representacions estiuenques.

## Nom
El nom del Globe suposadament fa referència a l'expressió llatina totus mundus agit histrionem, a la vegada derivat de quod fere totus mundus exerceat histrionem - «perquè tothom és un parc de jocs» - de Petroni, que tenia una àmplia circulació en l'Anglaterra de l'època de Burbages. Totus mundus agit histrionem va ser, segons aquesta explicació, adoptat també com el lema de teatre. Una altra possible al·lusió, familiar a l'espectador de teatre contemporani, seria el Teatrum Mundi, una reflexió del classicista i filòsof de segle xii Joan de Salisbury, present en el tercer llibre de la seva Policraticus. En qualsevol cas, hauria hagut una comprensió de la derivació clàssica sense l'adopció d'un lema formal.
Sembla probable que la connexió entre el suposat lema i el Globe es fes posteriorment, ja que es va originar a partir del biògraf de Shakespeare William Oldys, que va afirmar com la seva font un manuscrit privat a què una vegada tingué accés. Això fou repetit de bona fe per George Steevens, però la història es considera actualment sospitosa.